# 段云鹏
段云鹏（1904年—1967年），是中国近代活跃于北京與天津地区的著名飞贼，后被国民党军统机关吸收，成为军统头号杀手。在潜入大陆执行刺杀毛泽东的任务时被公安机关捕获，于1967年被处决。他是“侠盗”燕子李三的朋友。

## 简介
段云鹏1904年生于直隶省冀州直隶州（今河北省冀州市）徐家庄，家中排行老四。1920年在保定加入直鲁联军，1927年在直系第十二军新兵司令部任上尉教官，训练新兵。1928离开军队回到北平，拜侠盗“燕子李三”为师，深得“燕子李三”真传。 凭着高超的偷盗技艺和矫捷的身手，使其逐渐成为为平津一带有名的飞贼。

## 生平
1928年段云鹏离开军队后长期追随恩师「燕子李三」，1932年10月“燕子李三”被擒杀后，段云鹏受到触动，遂决定金盆洗手。1933年，他弃盗从军，在国民革命军（國軍）升為少校。1933年喜峰口之役，段云鹏所部被打散，溃退至三河县境内接受宋哲元部收编。宋哲元只要兵不要官，军官的均被遣散回乡。段云鹏回乡后重新幹起了偷盗的老本行，做下了许多大案要案，凭着矫捷的身手，无一失手，不久便有了“赛狸猫”的绰号，北平警察对其无可奈何。截至抗日战争时期，段云鹏以“行商”为名掩人耳目，长期活跃于平津一带。
1943年段云鹏潜入冈村宁次府邸作案，盗取的绿翡翠球乃上海驻军司令所赠冈村宁次之礼物，价值高达1,000,000银元。另外所盗、刻有日本裕仁天皇送冈村亲笔签名的手枪当时世界上只有三只，价值不菲。另盗走数额巨大的现金及金佛、首饰、若干，在当时成为轰动一时的大案。案发后，日军特高科经过严密侦查侦查，最终将目标锁定于段云鹏身上。但由于段云鹏提前逃离，去向不明，日方一无所获。
由于损失惨重，以致冈村宁次直到多年后还对此事念念不忘，后来他在《冈村宁次回忆录》中写到：“1943年我在华北对支那前总司令长官任上时，府邸发生了一桩极其恶劣的飞贼偷盗事件，损失尤为惨重。后虽经日特高课和北平警察局多方调查，毫无结果……”
1946年2月，段云鹏在一次作案中被国军捕获，后被国民党军统机关吸收，自此开始特工生涯，被任命为“军统少校”，凭借高超的本领屡立奇功，成为国民党保密局北平站的特工骨干人物。他曾经秘密跟踪中共代表团，试图刺杀叶剑英，但未能成功。1947年，参与侦破和捣毁中共北平地下党的行动，1949年刺杀主张与中共和谈的原北平市市长何思源，使中共在北平的地下工作惨重损失。
1949年中华人民共和国成立后段云鹏随国军一起撤往台湾，在1949－1954年间多次潜入大陆执行破坏和刺杀任务。期间在大陆对中共造成极大的损失，震动了北京高层，成为毛泽东亲自过问的“共和国大案”。1954年9月14日段云鹏再从香港潜入广州，准备执行刺杀毛泽东的任务。在进入大陆当天，即被等候已久的大陆公安机关捕获。广州军区派运输机将其押解进京，囚于北京市公安局草岚子看守所。大陆公安机关在逮捕段云鹏同时还捣毁了段云鹏在京、津、沪、穗、鲁等五省市的四个潜伏组、四个联络点，共捕获148名案犯，其骨干分子全部落网。
段云鹏被逮捕后，大陆公安部门鉴于段云鹏认罪态度较好，遂遵照毛泽东“可杀可不杀的就不要杀”的指示，一直将其囚禁于监狱中。1967年10月11日文革时期，段云鹏被谢富治亲自签字处决，时年63岁。

## 轶闻
传闻段云鹏乃“燕子李三”在世唯一传人，武艺高强，轻功盖世，固有“赛狸猫”的绰号。

## 影视形象
中国大陆电视连续剧《燕子李三》中“燕子李三”的徒弟“李云龙”的故事亦参考了段云鹏的一些事迹，为片中的反面角色。